# Euphorbia burchellii
Euphorbia burchellii är en törelväxtart som beskrevs av Johannes Müller Argoviensis. Euphorbia burchellii ingår i släktet törlar, och familjen törelväxter. Inga underarter finns listade i Catalogue of Life.